# Michael Simmer

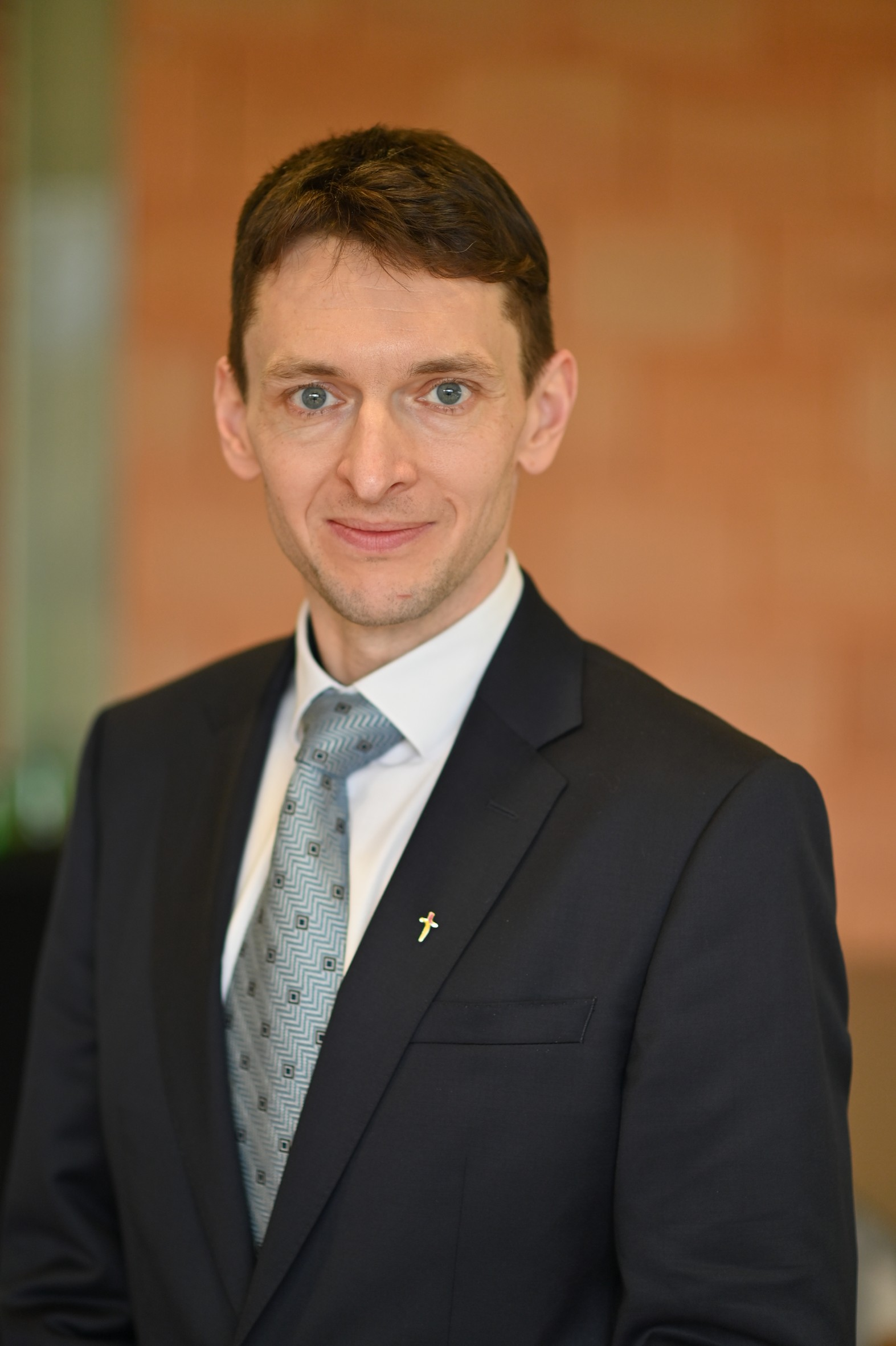
Michael Simmer (2024)

Michael Simmer (* 1982 in Wien) ist ein österreichischer evangelisch-lutherischer Geistlicher. Am 16. März 2024 wurde er zum Superintendenten der Diözese Niederösterreich  gewählt. Er trat am 1. September 2024 sein Amt an.

## Leben
Michael Simmer studierte evangelische Theologie in Wien und Bern. Das Vikariat absolvierte er in der Pfarrgemeinde Amstetten-Waidhofen/Ybbs. Die Zeit als Pfarramtskandidat verbrachte er als Jugendpfarrer in Niederösterreich. 2019 wurde er Fachinspektor für den Evangelischen Religionsunterricht an höheren Schulen und Leiter des Schulamts der Superintendenz Niederösterreich.
Im Oktober 2023 gab Lars Müller-Marienburg bekannt, das Amt des Superintendenten aus gesundheitlichen Gründen vorzeitig niederzulegen. Am 16. März 2024 wurde Michael Simmer von der Superintendentialversammlung, bestehend aus Delegierten aller niederösterreichischen evangelischen Pfarrgemeinden, im achten Wahldurchgang als Nachfolger von Müller-Marienburg für die Dauer von zwölf Jahren zum Superintendenten der Evangelischen Superintendentur A. B. Niederösterreich mit 58 von 69 Delegiertenstimmen gewählt. Sein Amt trat er am 1. September 2024 an. Die Amtseinführung durch Bischof Michael Chalupka war am 28. September 2024 in der Evangelischen Kirche in Wiener Neustadt.
Seine Tochter Emma Lotta Simmer verkörperte die Titelrolle im 2024 veröffentlichten Kinofilm Gina von Ulrike Kofler.